# Герб Новозыбковского района
Герб Новозы́бковского района является официальным символом муниципального образования Новозыбковский район Брянской области Российской Федерации.
Герб района утверждён решением Новозыбковского районного Совета народных депутатов № 11\15 от 28 сентября 2010 года и № 16/14 от 17 февраля 2011 года утверждена символика Новозыбковского района.
Герб подлежит внесению в Государственный геральдический регистр Российской Федерации.

## Описание герба и его символики
«Герб Новозыбковского района изображается в виде французского щита, представляющего прямоугольник с выступающим в нижней части остриём и имеющим закруглённые нижние углы. В рассечённом зелёном и лазоревом (синем, голубом) поле восемь золотых хлебных колосьев, сложенных звездой.
Зелёное поле щита символизирует изобилие, радость, а лазурь великодушие, честность, безупречность. В центре восемь золотых хлебных колосьев, сложенных звездой — символизируют сельские поселения, находящиеся в районе и все эти качества присущи им.
Допускается обрамление герба золотой рамкой по контуру щита».
Автор герба: Ригерт М. Г. Художник-дизайнер: Серова Е. Н.